# Гнатюк Володимир Володимирович
Володи́мир Володи́мирович Гнатю́к (нар. 20 червня 1980, м. Житомир, Українська РСР — пом. 26 лютого 2015, с. Водяне, Ясинуватський район, Донецька область, Україна) — український воїн, миротворець, десантник, снайпер, старший солдат Збройних сил України, учасник російсько-української війни. Позивний «Фотограф». Один із «кіборгів».

## Життєвий шлях
Народився 1980 року в місті Житомирі. Закінчив загальноосвітню школу смт Озерне.
Протягом 15 років проходив військову службу за контрактом в 13-му аеромобільному батальйоні 95-ї окремої аеромобільної бригади. Брав участь у миротворчих місіях ООН в Іраку та Косово. Згодом звільнився зі Збройних сил. Проживав із родиною в селі Сонячне Житомирського району.
Коли на сході України розпочалася війна — поновився на службі, добровольцем рушив на фронт.
Снайпер взводу снайперів 90-го окремого десантно-штурмового батальйону «Житомир» 81-ї окремої десантно-штурмової бригади. Був «правою рукою» командира взводу Максима Ридзанича, — Ридзанич ставив бойові задачі, а Гнатюк розробляв тактику їх виконання. Тісно співпрацював з волонтерами, завдяки чому взвод завжди був забезпечений всім необхідним. Боєць взводу Віталій Зварич («Рекс»): «Вовка був майстром на всі руки, все вмів, знав, і навіть дружині їсти готував. Я завжди його «фартовим» називав. Він ніколи не був розсіяним, завжди був веселим, Вова мені Шукшина нагадував, постійно посміхався. Не було видно, що він чогось боявся. Над нами снаряди вибухають, а він сміється…».
Пройшов дві ротації у Донецькому аеропорту, під час найважчих боїв зими 2014—2015. 23 січня останнім виходив зі своїм взводом з території аеропорту, вже після руйнування нового терміналу, — з позиції «Пожарка», що біля злітної смуги. Житомирський волонтер Іван Діхтяр: «Коли вони виходили з аеропорту, він один витягнув звідти 8 чоловік. Хлопці три дні рили окопи, аби вибратися з пекла живими. У них кілька разів горів весь одяг. По батальйону стріляли системою залпового вогню «Буратіно».
В лютому повернувся у Водяне в район аеропорту. Біля позиції «Мурашник», разом з командиром взводу Ридзаничем знищив ворожого коригувальника вогню.
Загинув 26 лютого 2015-го у бою поблизу села Водяне, внаслідок обстрілу з танку командно-спостережного пункту батальйону. Тоді ж полягли снайпер Олександр Батенко та розвідник Олег Биков, ще один боєць дістав поранення. Це були перші втрати взводу снайперів.
Зі спогадів бійця взводу снайперів з позивним «Живчик»: »26 лютого нам повідомили, що один з підрозділів пропустив ДРГ-групу. І коли другий пост їх побачив, то почали відстрілюватися і трохи відтіснили їх. Але наших почали дуже сильно крити і вони попросили підтримки. Виїхали хлопці 2-ї роти 90-го бату на МТ-ЛБ (на ній був кулемет), їх підбили якраз на під'їзді між двома посадками. І нас 8 людей, в терміновому порядку, відправили туди. Коли ми підходили був дуже сильний шквальний вогонь. Частина нас забігла та засіла в посадку напроти «мтлбєшки», а друга частина була в окопі біля неї. Ворог нас не бачив, вони просто почали обстрілювати цю МТЛБ і поцілили в окоп, де був «Фотограф» і ще двоє бійців. Через п'ять хвилин наступила тиша і ми взнали, що у нас троє «200-х»…".
Після прощання в Житомирі, у військовій частині на Корбутівці, похований на кладовищі села Сонячного Житомирського району.
Залишилися батьки Тетяна і Володимир, брат Микола, сестра Ірина, дружина Ольга та 5-річна донька Марта.

## Нагороди та вшанування
- Указом Президента України № 270/2015 від 15 травня 2015 року — за особисту мужність і високий професіоналізм, виявлені у захисті державного суверенітету та територіальної цілісності України, вірність військовій присязі, — нагороджений орденом «За мужність» III ступеня (посмертно)[7].
- Нагороджений нагрудним знаком «За оборону Донецького аеропорту» (посмертно).
- 20 червня 2015-го в Озернівській гімназії відкрито меморіальну дошку випускнику Володимиру Гнатюку[8][9].